# دونالد ميراندا
دونالد ميراندا (بالإيطالية: Donald Miranda)‏ هو غطاس إيطالي، ولد في 19 أكتوبر 1972 في تورينو في إيطاليا.

## وصلات خارجية
- دونالد ميراندا على موقع الاتحاد الدولي للسباحة (الإنجليزية)
- دونالد ميراندا على موقع قاعدة بيانات الغوص IAT (الألمانية)
- دونالد ميراندا على موقع اللجنة الأولمبية الدولية (الإنجليزية)
- دونالد ميراندا على موقع أوليمبيديا (الإنجليزية)